# Capnoides sempervirens
Capnoides sempervirens – gatunek z monotypowego rodzaju Capnoides P. Miller, Gard. Dict. Abr. ed. 4. 28 Jan 1754 z rodziny makowatych (Papaveraceae). Występuje w Ameryce Północnej w pasie od Alaski po północno-wschodnią część Stanów Zjednoczonych i dalej na południu w Appalachach. Gdy gatunek był klasyfikowany do rodzaju kokorycz jako Corydalis sempervirens nosił polską nazwę kokorycz zimozielona.

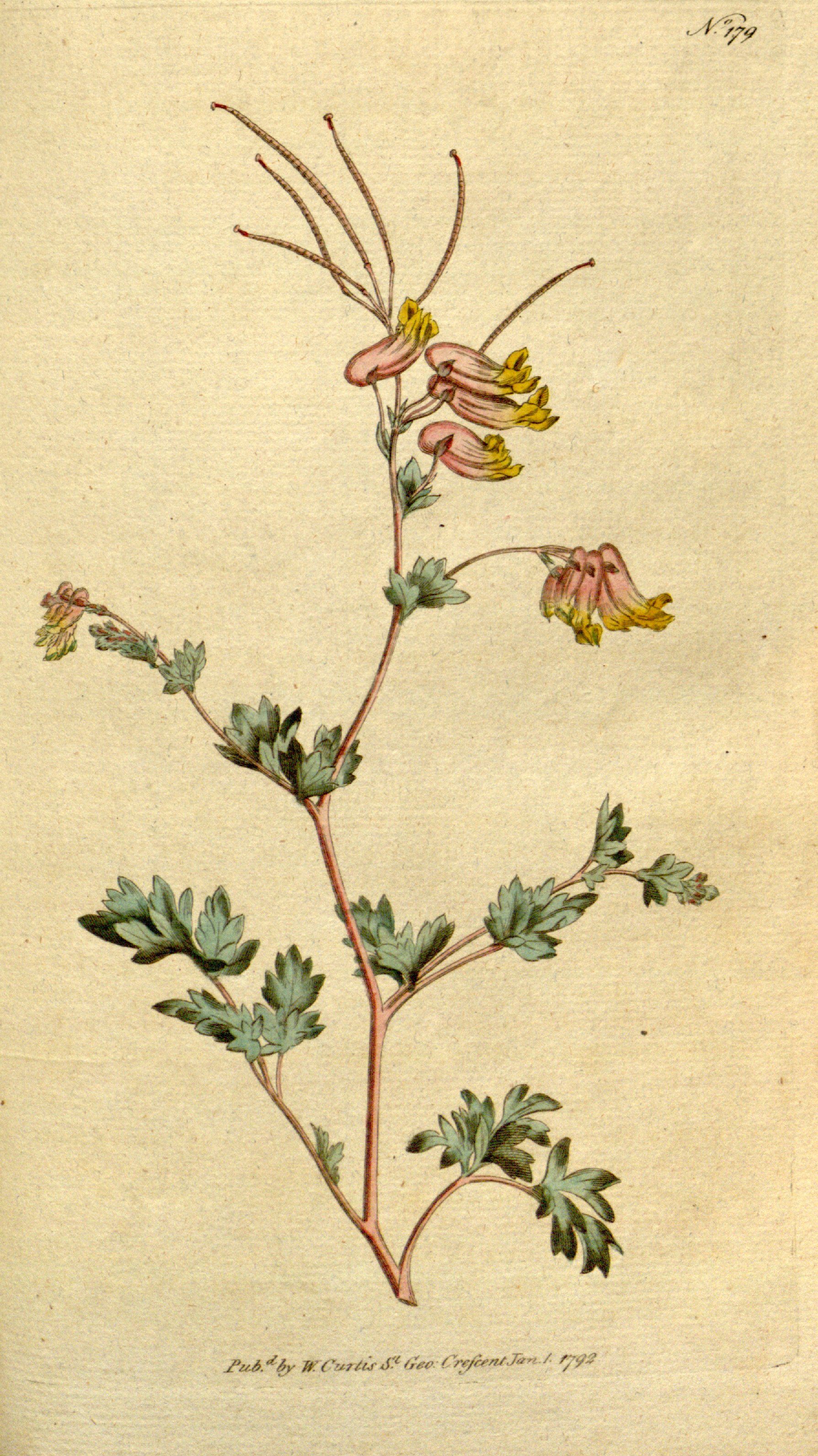
Pokrój

## Morfologia
Roślina dwuletnia ze spichrzowymi korzeniami. Pojedyncza, sina łodyga wznosi się na wysokość od 5 do 80 cm. Liście silnie 3-4-krotnie podzielone, końcowe łatki liści są podłużnie eliptyczne. Kwiaty wyrastają na szczycie pędu w wiechowatych kwiatostanach, w których z każdego węzła wyrasta od 1 do 8 kwiatów. U nasady szypułek znajdują się wąskoeliptyczne przysadki o długości do 5 mm i szerokości do 1 mm. Okwiat o długości 5–20 mm, o symetrii grzbiecistej. Owocem jest równowąska, wzniesiona ku górze torebka z drobnymi (do 1 mm średnicy) nasionami.